# Draga (arreu agrícola)
La draga és una eina agrícola utilitzada durant el procés del cultiu de l'arròs, per a remoure la terra mullada i aconseguir un fang fi adequat per a la sembra, activitat anomenada dragar. També és coneguda com a draga llauradora.

## Descripció
Pot considerar-se una mena d'entauladora, que en Castelló tenia com a mesures: entre 1’2 i 1’5 metres de llarg i entre 25 i 30 cm d'ample, i que duia en la part de darrere, surtin de sota la taula i cap arrere, parells de ganivets de ferro que presentaven forma corba semblat unes tisores, un d'ells més llarg que l'altre, oscil·lant les mesures entre 20-25 cm el curt i 25-30 el llarg. Entre parell i parell de ganivets hi ha uns 14-20 cm. A més, damunt de la taula que sosté els ganivets es col·loca una segona plataforma o post, de dimensions menors (entre 60-80 cm de llar i 40-42 d'ample) sobre uns suports de ferro o fusta, amb una inclinació cap avant d'uns 10 cm aproximadament.
Quan el llaurador es col·locava dret sobre la segona plataforma inclinant el pes cap arrere, els ganivets es clavaven a la terra mullada, de manera que fent diverses passades al terreny “a la llarga i de través”, aconseguien tallar i desfer els gassons arremullats, de manera que la terra es quedava esmicolada i pastosa, adequada per a ser sembrada.

## Tipus de dragues
Hi ha dragues dobles, més llargues i amb doble línia de ganivets, normalment són utilitzades amb una parella d'haques, i és anomenada “draga de parell” a Silla i “cuxilles de parell” a Cullera.
També existeixen unes dragues menudes que s'utilitzen per treballat l'horta, entre el cavallons, que presenten tres parells de tisores, com les emprades a l'Alcúdia.